# イソメサドン
イソメサドン(Isomethadone)は、かつて調合薬として使われていたが現在はもう市販されていないメサドンと関連する合成オピオイドの鎮痛薬及び鎮咳薬である。μ-とδ-のオピオイド受容体の両方に結合して活性化する。2つのエナンチオマーのうち、(S)-異性体の方が作用が強い。イソメサドンは、アメリカ合衆国では付表IIの規制物質であり、また1961年の麻薬に関する単一条約の付表Iに掲載され、国際的にも規制されている。